# Paradosis di Pilato
La Paradosis di Pilato (o Paradosi o Arresto) è un apocrifo del Nuovo Testamento facente parte del Ciclo di Pilato, riferito a Ponzio Pilato, prefetto della Giudea (26-36) implicato nel processo di Gesù. Rappresenta una continuazione di un altro testo apocrifo, l'Anafora di Pilato, probabilmente coeva ad essa (prima del VII secolo) e scritta sempre in greco. Nell'apocrifo il prefetto viene discolpato dalla morte di Gesù e presentato come un martire.
Nella Paradosis viene narrato l'arresto di Pilato su ordine dell'imperatore (Cesare nel testo) per aver condannato il giusto Gesù Cristo, re dei Giudei. Pilato si discolpa dicendo che la respondabilità è dei Giudei e dei loro capi. L'imperatore ordina a Liciano, governatore della provincia orientale, la dispersione e la schiavitù per il popolo dei Giudei che vengono attualizzate. Ordina poi la decapitazione di Pilato, che in punto di morte viene consolato da una voce dal cielo e un angelo raccoglie la sua testa.